# The Rumbling
"The Rumbling" é uma canção gravada pela banda de metal japonesa SiM, lançada digitalmente através da gravadora Pony Canyon. A versão televisiva foi lançada a 10 de janeiro de 2022, enquanto que a versão completa foi lançada a 7 de fevereiro de 2022. A canção foi utilizada como tema de abertura para a segunda parte da última temporada da série anime Shingeki no Kyojin.

## Antecedentes e lançamento
A canção foi o primeiro single a ser lançado após a mudança da etiqueta da banda para Pony Canyon e foi usada como tema de abertura para o anime Attack on Titan: The Final Season Part 2. A data de lançamento de "The Rumbling" não foi anunciada com antecedência, mas a versão televisiva foi lançada sem aviso prévio a 9 de janeiro de 2022, o dia em que o primeiro episódio do anime foi transmitido. Mais tarde foi anunciado que a versão completa da canção seria lançada digitalmente a 7 de fevereiro de 2022.

## Composição e letras
"The Rumbling" foi escrito inteiramente em inglês, na chave do Fá menor e está definido para um ritmo comum de 145 bpm. Foi composta pela banda e a letra foi escrita pelo vocalista Mah para o anime acima mencionado. A canção tem sido descrita como uma canção metalcore com elementos de power metal e cordas pesadas.

## Desempenho nas paradas
A canção tornou-se a canção de maior sucesso comercial da SiM, classificando-se em #3 no US Hot Hard Rock Songs Chart, #15 no US Hard Rock Digital Song Sales Chart, #30 no US Rock Songs Chart e #23 no UK Rock & Metal Singles Chart na sua primeira semana. Na semana seguinte, alcançou a primeira posição em Hot Hard Rock Songs e a #23 posição em Rock Songs. A canção também entrou na tabela de canções do US Hard Rock Streaming Songs no número 18 em 27 de janeiro de 2022 com mais de 2,1 milhões de streams nos Estados Unidos.

## Lista de faixas
| The Rumbling - versão TV |                          |         |  |
| N.º                      | Título                   | Duração |  |
| 1.                       | "The Rumbling" (TV size) | 1:30    |  |

| The Rumbling - versão completa |                |         |  |
| N.º                            | Título         | Duração |  |
| 1.                             | "The Rumbling" | 4:30    |  |

## Créditos
SiM
- MAH  – voz, letras
- SHOW-HATE – guitarras, teclado, coro
- SiN – baixo, coro
- GODRi – tambores, coro

## Desempenho nas tabelas musicais
| Lista (2022)                                            | Posição |
| ------------------------------------------------------- | ------- |
| Reino Unido (OCC Rock & Metal Singles)                  | 23      |
| Estados Unidos (Billboard Hard Rock Digital Song Sales) | 15      |
| Estados Unidos (Billboard Hot Hard Rock Songs)          | 1       |
| Estados Unidos (Billboard Hot Rock & Alternative Songs) | 19      |